# متحف روما الوطني

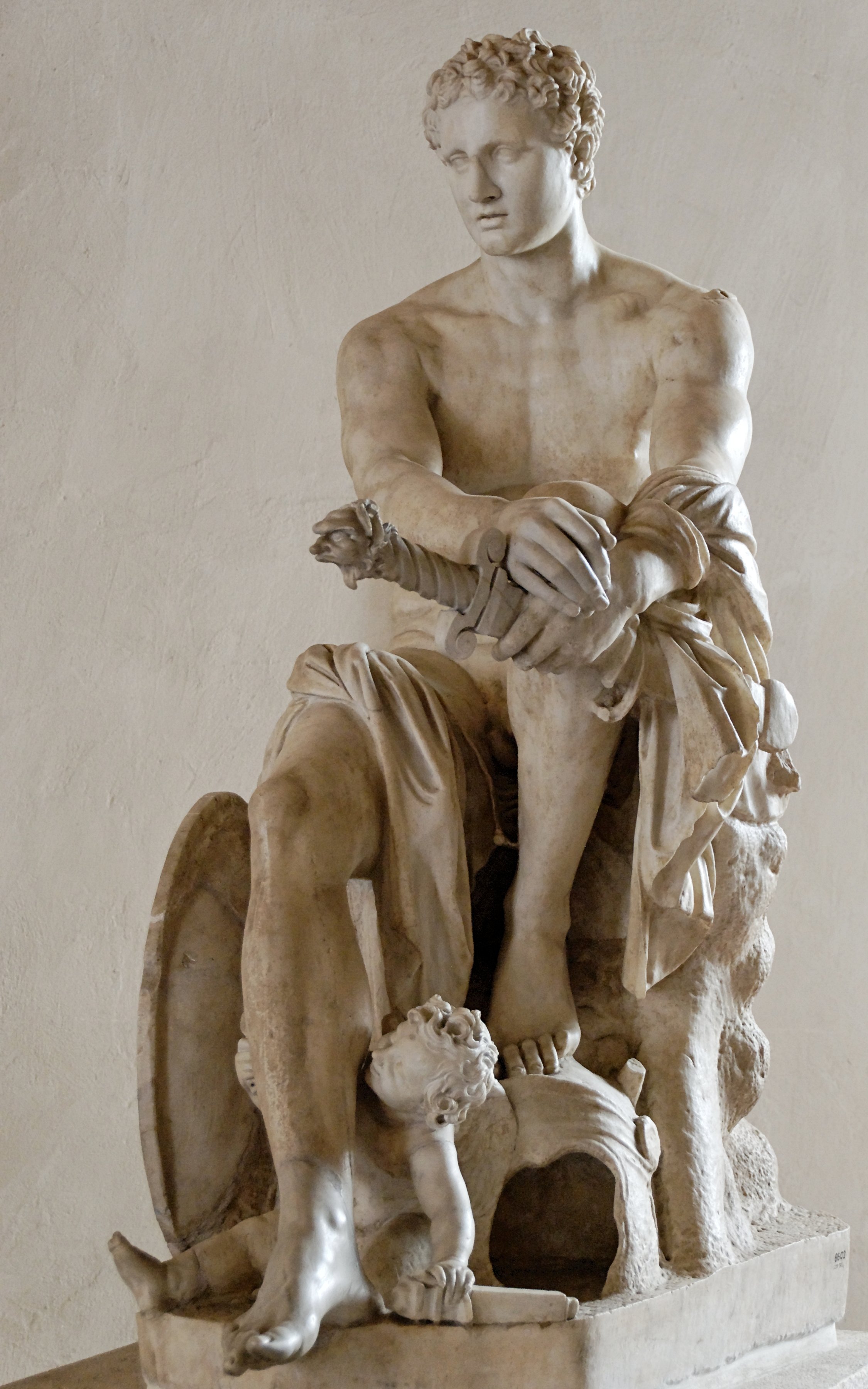
تمثال للودوفوسي آريس أو "مارس" إله الحرب في المثيولوجيا الرومانية

متحف روما الوطني (بالإيطالية:Museo Nazionale Romano). هو متحف موجود في العاصمة الإيطالية روما. تأسس في العام 1889 وتم افتتاحه في العام 1890 خلال فترة توحيد إيطاليا، ويوجد للمتحف عدة مباني منفصلة في المدينة، ويحتوي المتحف على مجموعة من التحف بين القرنين الخامس ق.م. والثالث للميلاد.
أولى المجموعات الأثرية التي تم عرضها بالمتحف كانت ملكا لمتحف كريكيريانو إضافة إلى مجموعات عثر عليها خلال عدد من الاستكشافات الأثرية في روما وخلال مراحل التخطيط للمدينة لكي تكون عاصمة جديدة لمملكة إيطاليا الموحدة.
في 1901 قدمت الدولة «فيلا لودوفيزي» والتي كانت أفخم فيلات باباوات روما السابقين لكي يتم عرض أهم المنحوتات الوطنية بها. أولى أساسات المتحف كان ديرا من القرن السادس عشر بناه مايكل أنجلو. في التسعينيات وفي تطور غير متوقع تم تقسيم مجموة المتحف إلى أربعة مجموعات وفي مواقع مختلفة، وهي كريبتا بالبي "Crypta Balbi"، قصر ألتيمبز "Palazzo Altemps"، بالاتزو ماسيمو ألاتيرمي "Palazzo Massimo alle Terme" وحمامات ديوكليتيان "Baths of Diocletian".

## صور

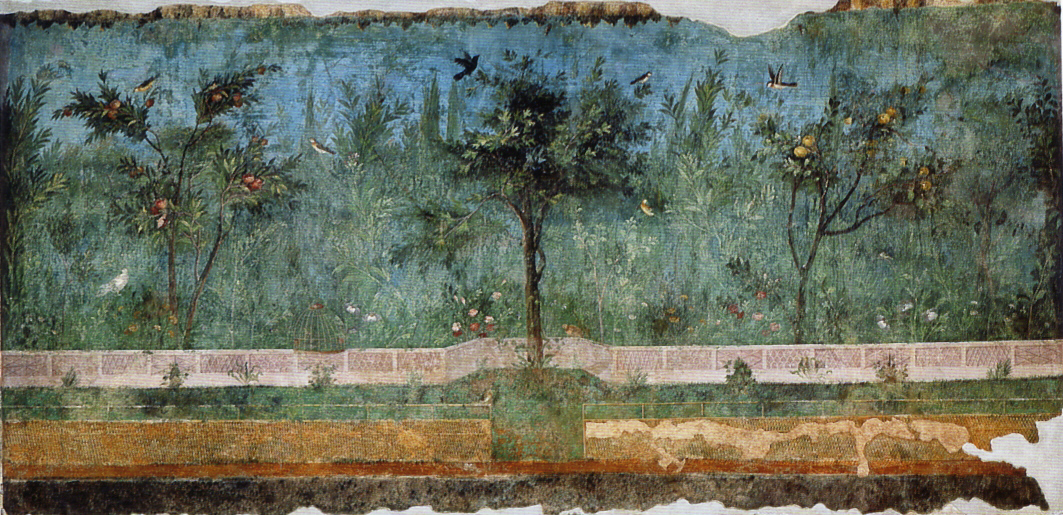
لوحة جدارية من فيلا دي ليفيا
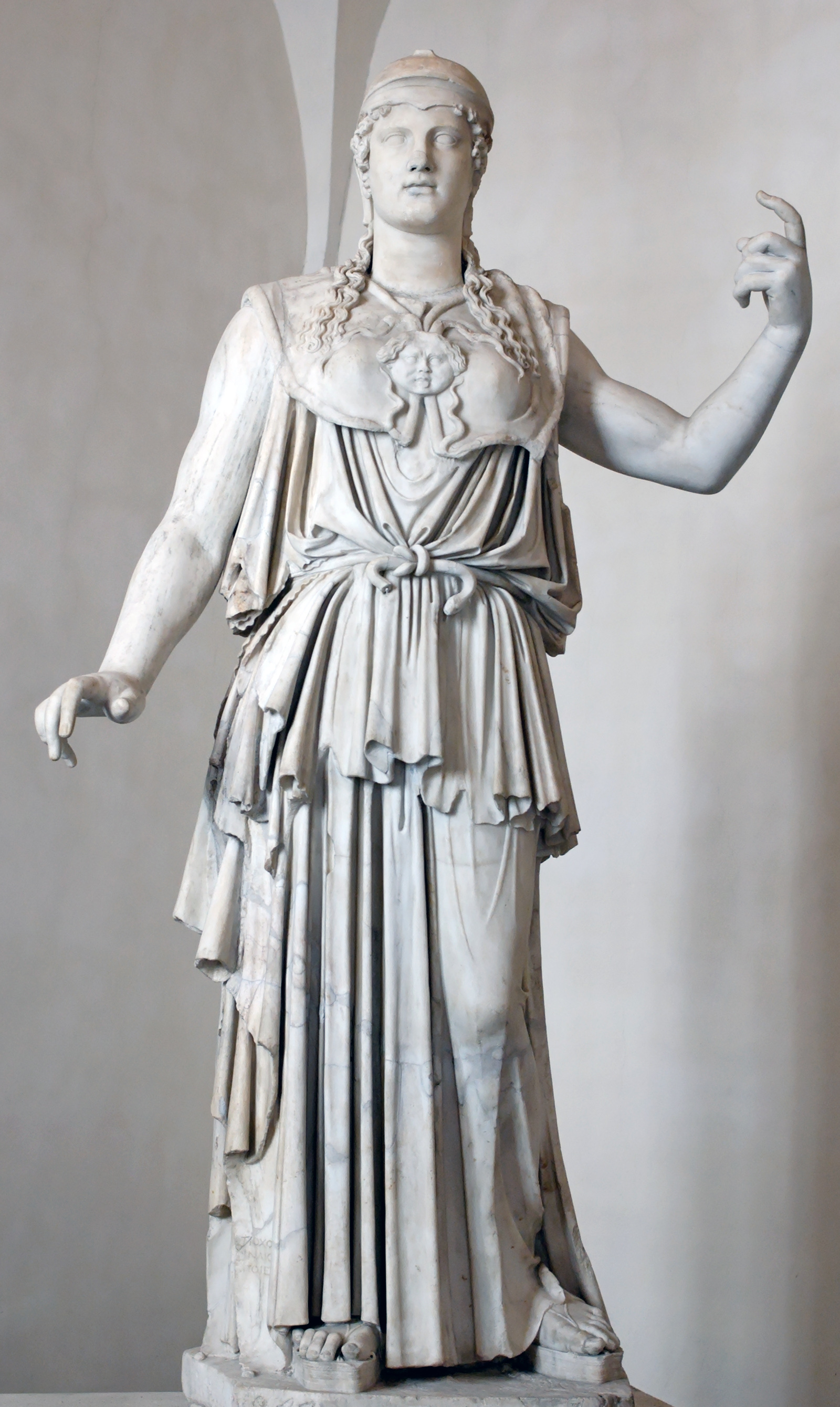
أثينا باراثينوس
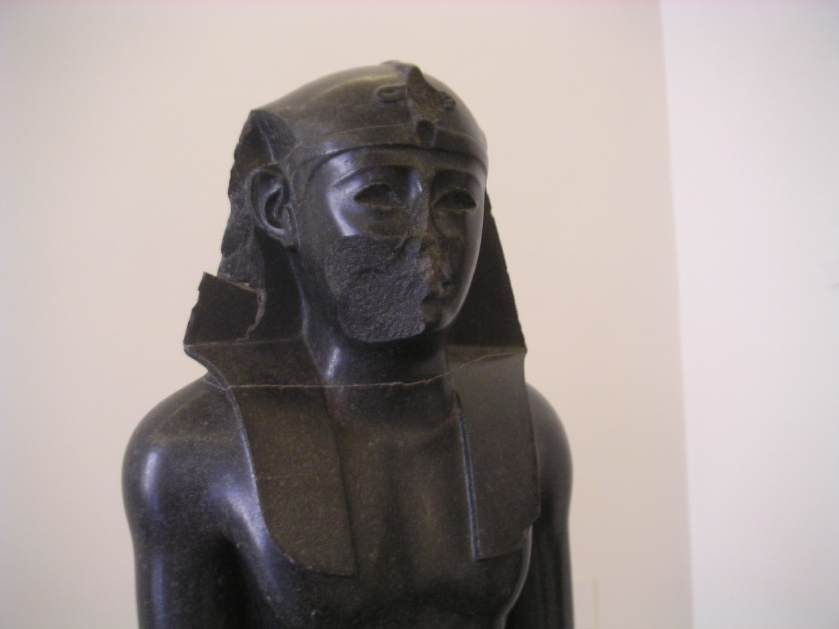
تمثال لفرعون من البطالمة

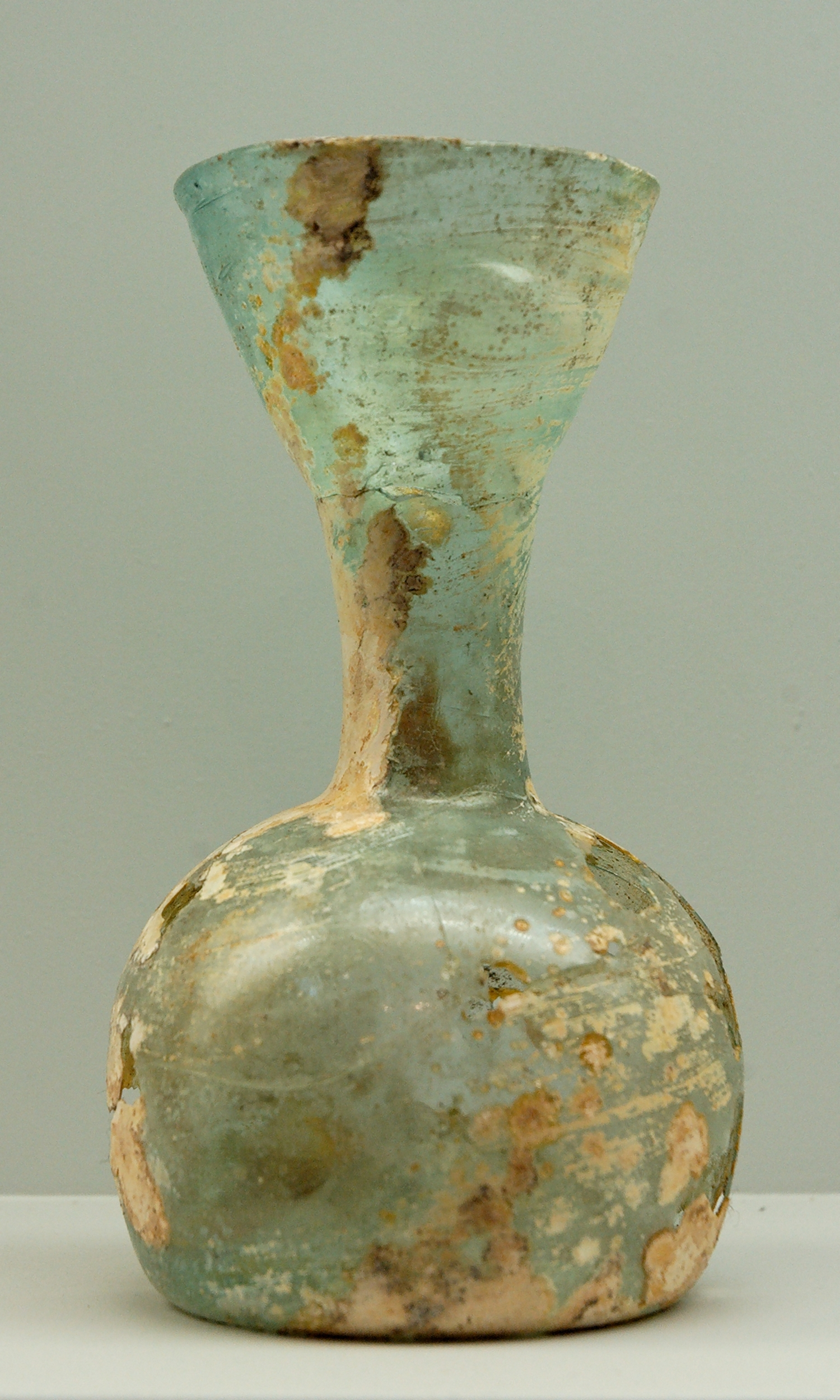
اناء أثري من الزجاج
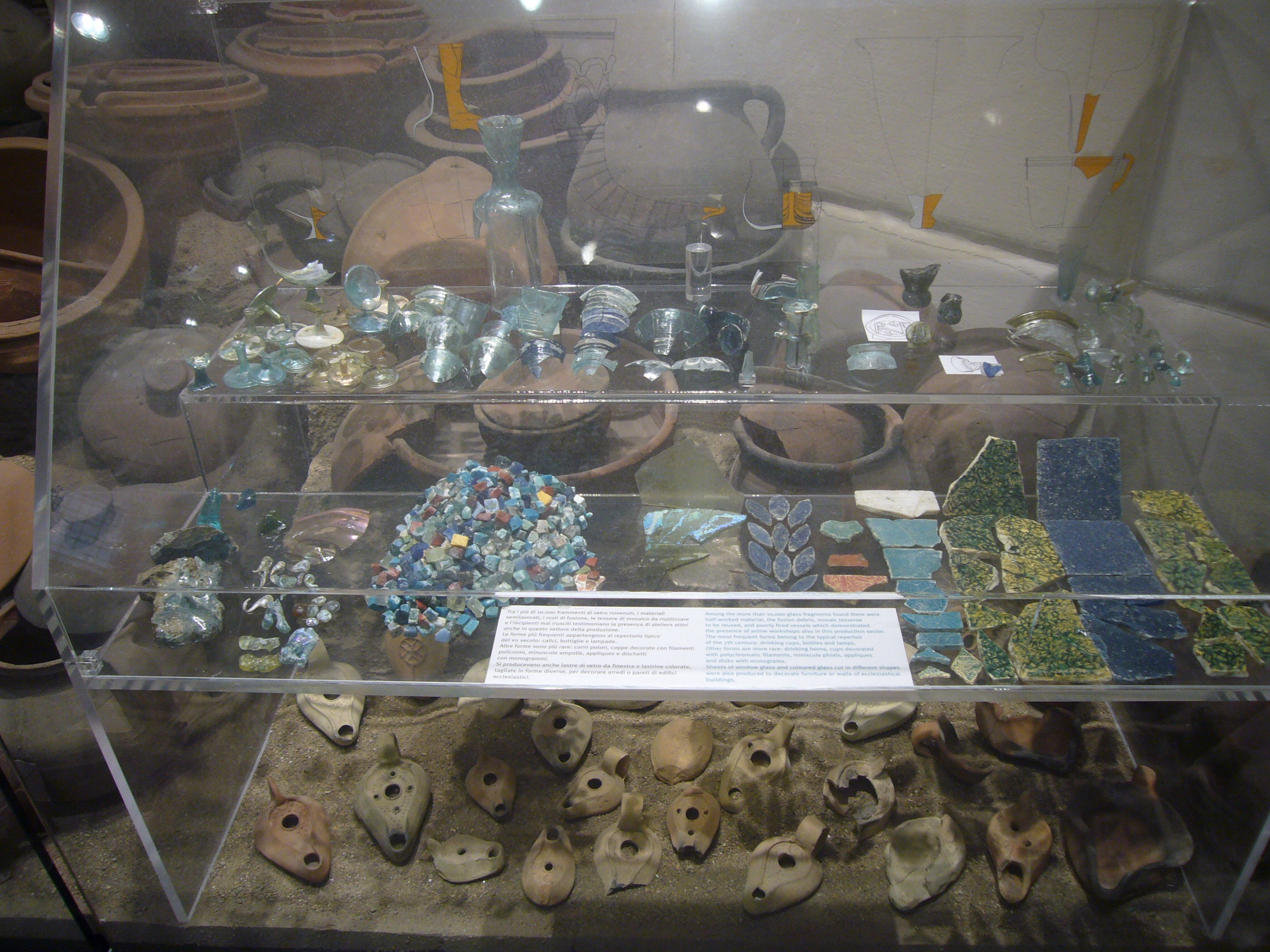
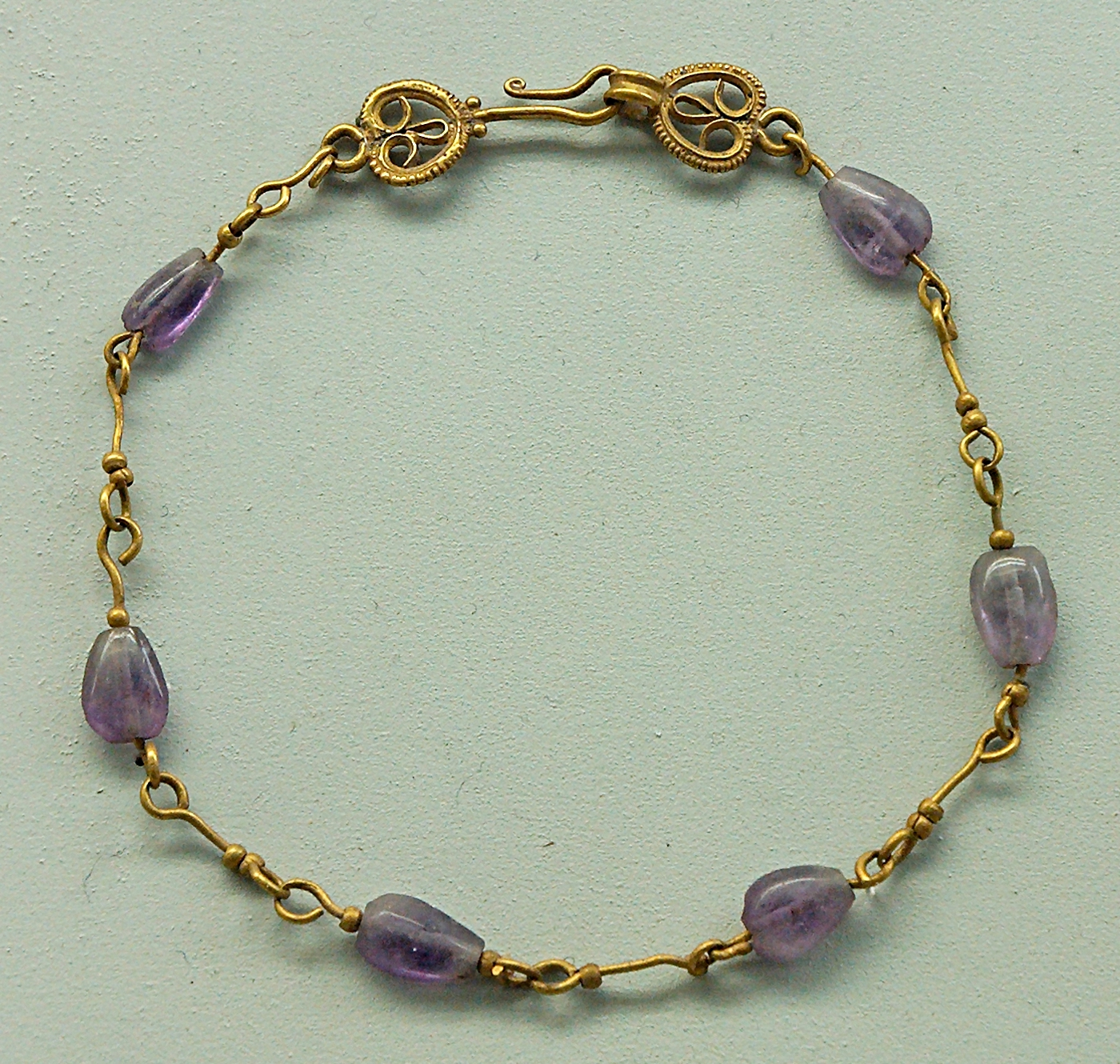
قلادة من الفترة البيزنطية